# ごちゃまぜMy Sister
『ごちゃまぜMy Sister』（ごちゃまぜマイシスター）は、渡辺志保梨による日本の4コマ漫画作品。

## 作品概要
芳文社の雑誌『まんがタイムポップ』（廃刊）にて2003年7、9、11月号に掲載された後、同社の系列誌『まんがタイムジャンボ』に移り2003年12月号から2010年2月号まで連載された。
また本作品のキャラクターは、作者の別の漫画「花の湯へようこそ♥」にも登場しており、その様子は同作品の単行本第3巻に収録されている。

## 物語
男所帯の鷲野家でたった一人の女の子・鷲野純は、3人の兄弟の願望をすべて飲み込み、かつ大食いの女の子に育っていた。そんな彼女や兄弟たちは、今日も通う高校を騒がしくする。

## 登場人物

### 鷲野家
鷲野 純（わしの じゅん）
本作の主人公。鷲野家3番目の子で長女。高校2年生（連載開始時は1年生）で出席番号は35番。
兄の秀の指導もあって成績優秀で、校内の試験結果のトップ10の常連（最近は3位以内にも）。運動神経も抜群で、怪力や底なしのスタミナを見せる場面が多々ある。秀とともに家事もこなす、優しい性格の持ち主である。
一方で1日7食食べる大食いである。チャレンジメニューは手当たり次第記録を更新しており、店の間では彼女の名前が載ったブラックリストが回っている。食前食後でウエストが5cm程度も変化するために、制服のスカートを2着持っている。兄の秀のアルバイトがこの食費を支えており、大食いを阻止することが彼が高校に紛れ込む最大の目的である。
鷲野 秀（わしの しゅう）
鷲野家の長男。容姿端麗、成績優秀だが運動は苦手な大学生。
異常時を除いて日中も純と過ごすために純の高校に紛れ込み（自身はそこの卒業生のために制服も着ていく）、試験（受けると常に満点で首位）も含めて現役生とほとんど変わりないスケジュールを送っている。純の真後ろに席を構えるため、ついたあだ名が「36番」。高校では校長など一部の者を除いて彼を36番と呼ぶ（名簿上も36番）。
勉強など様々な相談役になっていることから、高校内では彼の人気が増し、最近は登場回数が純とあまり差がないほどになっている。一方、大学では友人の会話についていけないなどの弊害が生じているが、学業自体は山ほどレポートを提出するなどしているため疎かにはなっていない様子。この他にも松阪妹の家庭教師などのアルバイト、鷲野家の家事と、神業のような日常をこなしている。
趣味は「妹を立派な大和撫子に育て上げる」こと。かなりの音痴。
鷲野 健（わしの けん）
鷲野家の次男。高校3年生（連載開始時は2年生）。
底なしの体力を持つが勉強は苦手。純とともに日々様々なトレーニングをしている。
彼もたまに純のクラスに紛れ込むことがあり、その時は37番と呼ばれる。
鷲野 優（わしの ゆう）
鷲野家の三男。高校1年生（連載開始時は中学3年生）。
兄2人に比べると特に秀でたところはなく、姉を含めた他3人のドタバタを高みの見物している。また紛れ込むことも稀なので、38番などと呼ばれることはない。
純と体格・顔つきが似ており、純のリボンをつけてそのまま純のクラスで過ごしたことがある。2人の見分け方は筋肉の量。
鷲野父
鷲野家の父親。単身赴任中。子煩悩であるが、子どもたちに会いに行くときは、だいたい何かと決まりの悪いことがある。
心配事は秀がちゃんと大学に行っているかどうか。
鷲野母
作中にはっきりと登場しておらず、生死不明。秀に似ているらしく、純の大食いは彼女から来ている可能性がある。

### 高校の人々
先生
純のクラスの担任教師。秀の元担任でもある。担当科目は数学。
卒業してなおよく顔を合わせる問題児の秀を煙たがる一方、自分の株も上がると見たときは逆に秀を利用することもある。
松阪 友子（まつざか ともこ）
純のクラスメイト。クラス委員長を務める。勉強運動共に純と肩を並べるトップレベル。
成績でいつも上回る秀（彼女も36番と呼んでいる）をライバル視し、「キライだ」とか言いつつも、クラスの中では一番秀と関わり合っており、なおかつ理解者である。秀に恋心を寄せる妹を応援しているが、自身と秀の絡みでツンデレ状態になることもしばしば。なお彼女は、憧れの生徒会長がいるという理由でこの高校に進学したが、その生徒会長が秀であったことはなぜか知らない様子である。
松阪妹
友子の1つ下の妹。純には及ばないが大食いである。友子と違い勉強運動共に苦手な様子。
家庭教師の秀に恋をしているが、アプローチは空ぶるばかり。一方で純を秀の彼女と勘違いしている。
秀の影響からか、不在の友子の穴埋めをするように紛れ込みをした前科がある。
校長
高校の校長。秀が卒業後も頻繁に高校を訪れることを嬉しく思い、またその目的を特に疑わない。
体育の先生
高校における秀の天敵。秀が高校時代に体育をさぼりまくったため、現在も高校に来る秀をここぞとばかりに追い掛け回す。
吉岡
純のクラスメイトでは友子の他に唯一名前が設定されている女子。出席番号34番。秀に惹かれる一人。

## 単行本
芳文社より「まんがタイムコミックス」として刊行されているが、『まんがタイムジャンボ』2008年5月号以降の話は現在のところ単行本化されていない。
1. 第1巻（2007年10月21日発行）ISBN 978-4-8322-6579-0
2. 第2巻（2008年8月22日発行）ISBN 978-4-8322-6662-9
3. 第3巻（2009年5月22日発行）ISBN 978-4-8322-6741-1